# تبادل الأسرى بين لبنان وجبهة النصرة
صفقة تبادل الأسرى بين النصرة ولبنان هي صفقة جرت بين جبهة النصرة (فرع تنظيم القاعدة في سوريا) والجيش اللبناني قرب الحدود السورية اللبنانية لعملية تبادل أسرى بين الطرفين بوساطة قطرية، تشمل الصفقة أن تفرج لبنان عن 13 سجينآ بينهم 5 نساء من ضمنهم زوجة زعيم تنظيم داعش أبو بكر البغدادي التي طلقها سابقاً والتي ستسافر إلى تركيا. سلمت جبهة النصرة الجنود السجناء ال13 للصليب الأحمر اللبناني المحتجزيين لدى جبهة النصرة وجبهة النصرة سلمت جثة الجندي اللبناني محمد حمية الذي أعدمته في أغسطس 2014.

## المفاوضات والشروط
المفاوضات استمرت نحو 16 شهرا بين الجانبين، كما سمحت جبهة النصرة لذوي العسكريين بزيارتهم في مناسبات عدة، وكان الأهالي يلتقون بأمير الجبهة في القلمون أبو مالك التلي، الذي كان يحمّل حزب الله والحكومة اللبنانية مسؤولية عدم إنجاز الصفقة.

### الشروط
- فتح ممر إنساني دائم وآمن بين مخيم اللاجئين السوريين في جرود عرسال والبلدة.[7]
- تأمين المواد الغذائية بشكل شهري للاجئين.[7]
- تجهيز مستشفى البلدة وتأمين المواد الطبية.[7]
- نقل الجرحى إلى مستشفيات داخل الأراضي اللبنانية.[7]
- إعلان وادي حميد في جرود بلدة عرسال، منطقة آمنة للمدنيين.[7]

## عيد الفطر 2015
لقائه أهالي العسكريين الذين زاروا أبناءهم المحتجزين في جرود عرسال، قال التلي إنه منذ شهرين كان هناك اتفاق مع الدولة اللبنانية على إطلاق عسكرييْن اثنين مقابل ستة نساء من سجونها، إلا أن الملف توقف بعدها، ومن ثم استأنف التواصل منذ عشرة أيام لإخراج هؤلاء العسكريين مقابل النساء.

## عملية التسليم
العسكريون اللبنانيون المحتجزون وصلوا إلى منطقة وادي حميد على أطراف بلدة عرسال في موكب مسلح وسط انتشار مسلح لعناصر الجبهة، في انتظار بدء تبادل بين الجبهة والسلطات اللبنانية.

## وساطة قطرية
بعد مفاوضات طالت 16 شهرآ طلبت لبنان من قطر ان تتدخل وتتوسط في عملية تبادل وأطلاق أسرى وقالت وزارة الخارجية قطرية أن لبنان هي من طلبت تدخل وساطة قطر، وقامت قطر بجهود كثيفة وحثيثة من أجل إطلاق سراح اسرى, ونجحت هذا الوساطة القطرية في إتمام عملية تبادل الأسرى.

## سجناء «النصرة»
تحرير 13 شخصا من الموقوفين الذين طالبت بهم «جبهة النصرة» فيما رفض أغلبهم التوجه إلى منطقة جرود وهي المنطقة التي تسيطر عليها «النصرة» مفضلين البقاء في لبنان بانتظار تحديدهم وجهتهم القادمة.
سجناء «النصرة» هم 4 سوريين، وفلسطينيان، ولبنانيان، إلى جانب 5 سجينات، عرف منهن علا العقيلي وسجى الدليمي التي قيل إنها طليقة زعيم «تنظيم الدولة الإسلامية في العراق والشام (داعش)» «أبو بكر البغدادي».

## ردود فعل
لبنان رئيس الحكومة اللبنانية تمام سلام: -في حفل الاستقبال- إن الدولة صمدت مع أهالي العسكريين خلال الأزمة، وأضاف «علينا أن نسعى إلى تحرير من تبقى في الأسر من العسكريين اللبنانيين»، وشدد على حاجة لبنان إلى جميع أبنائه.

## روابط خارجية
1. ↑  "بوابة الفجر: لبنان تطلق سراح زوجة "أبوبكر البغدادي" في عملية تبادل أسرى برعاية قطر". مؤرشف من الأصل في 2017-09-25.
2. 1 2 3 4  جبهة النصرة تطلق سراح 16 عسكريا لبنانيا في صفقة تبادل بوساطة قطرية - BBC Arabic نسخة محفوظة 02 أكتوبر 2017 على موقع واي باك مشين.
3. ↑  إتمام تبادل الأسرى بين النصرة ولبنان بوساطة قطرية، الجزيرة. نسخة محفوظة 28 يونيو 2017 على موقع واي باك مشين.
4. ↑  ابنة البغدادي ضمن صفقة تبادل الأسرى اللبنانين مع النصرة | الوفد نسخة محفوظة 21 يونيو 2016 على موقع واي باك مشين.
5. ↑  بالفيديو.. زوجة أبو بكر البغدادي ضمن صفقة تبادل الأسرى - المصريون نسخة محفوظة 4 مارس 2016 على موقع واي باك مشين.
6. ↑  فيديو.. بعد الإفراج عنها في صفقة تبادل أسرى.. طليقة «البغدادي»: سأذهب لأعيش في تركيا | الموجز نسخة محفوظة 21 سبتمبر 2017 على موقع واي باك مشين.
7. 1 2 3 4 5 6  الشرق - بالصور والفيديو.. اتمام صفقة تبادل أسرى بين لبنان وجبهة النصرة نسخة محفوظة 12 يناير 2016 على موقع واي باك مشين.
8. ↑  النصرة تشترط لإطلاق محتجزين لبنانيين،الجزيرة. نسخة محفوظة 28 يونيو 2017 على موقع واي باك مشين.
9. ↑  جبهة النصرة تطلق سراح 16 عسكريا لبنانيا في صفقة تبادل بوساطة قطرية، بي بي سي العربية. نسخة محفوظة 02 أكتوبر 2017 على موقع واي باك مشين.
10. 1 2  قطر نتجح صفقة تبادل أسرى بين جبهة النصرة والامن اللبناني(صور مباشرة) | مراقبون برس نسخة محفوظة 11 ديسمبر 2015 على موقع واي باك مشين.
11. 1 2 3  لبنان وجبهة النصرة تتبادلان الاسرى بوساطة قطرية نسخة محفوظة 05 مارس 2016 على موقع واي باك مشين.
12. 1 2 3  وساطة قطرية ناجحة تغلق قضية الأسرى اللبنانيين لدى النصرة نسخة محفوظة 7 يناير 2016 على موقع واي باك مشين.
13. ↑  "الخبر غير متاح". مؤرشف من الأصل في 2016-03-05.
14. ↑  بي بي سي: قطر كانت الوسيط لدي جبهة النصرة لإطلاق سراح الأسري اللبنانيين - محيط نسخة محفوظة 9 مارس 2016 على موقع واي باك مشين.
15. ↑  سلام يستقبل الجنود اللبنانيين المفرج عنهم، الجزيرة. نسخة محفوظة 28 يونيو 2017 على موقع واي باك مشين.
16. ↑  لبنان يتسلم العسكريين المختطفين ضمن صفقة تبادل سجناء مع "جبهة النصرة" على الحدود السورية - CNNArabic.com نسخة محفوظة 31 مارس 2017 على موقع واي باك مشين.